# Guillaume Huguet
Guillaume Huguet est un homme politique français né le 11 décembre 1867 à Seychalles (Puy-de-Dôme) et décédé le 3 août 1937 à Seychalles.
Journaliste, il est aussi président syndicat de motoculture du Puy-de-Dôme et vice-président du comité centrale de culture mécanique, au ministère. Conseiller municipal en 1892, maire de Seychalles en 1900, il est conseiller général en 1923 et député du Puy-de-Dôme de 1919 à 1928, siégeant sur les bancs radicaux. 

## Sources
- « Guillaume Huguet », dans le Dictionnaire des parlementaires français (1889-1940), sous la direction de Jean Jolly, PUF, 1960 [détail de l’édition]